# Bebel Gilberto
Bebel Gilberto, właśc. Isabel Gilberto de Oliveira (ur. 12 maja 1966 w Nowym Jorku) – brazylijsko-amerykańska piosenkarka, gitarzystka i autorka tekstów, znana jako wykonawczyni bossa novy. Zadebiutowała jako solistka w 1986 roku.
Była 4 razy nominowana do nagrody Grammy.

## Życiorys

### Początki
Bebel Gilberto urodziła się w 1966 roku w Nowym Jorku, gdzie wówczas mieszkali jej brazylijscy rodzice: ojciec, João Gilberto, współtwórca bossa novy i matka, Miúcha, znana brazylijska wokalistka. W 1970 roku rodzina Bebel Gilberto przeprowadziła się do Rio de Janeiro. Zatrzymała się po drodze w Meksyku, gdzie jej ojciec dał koncert. Jednodniowy pobyt zamienił się w dwuletni i z tego okresu pochodzi jeden z ulubionych albumów Bebel, João Gilberto en México. Bebel Gilberto wychowywała się w Brazylii. Śpiewania nauczyła się od matki. Już jako dziecko brała udział w profesjonalnych musicalach, takich jak Saltimbancos i Pirlimpimpim. Mając 7 lat zadebiutowała na płycie solowej matki. Dwa lata później wystąpiła razem z nią i Stanem Getzem w Carnegie Hall.

### Lata 80. XX w.
W 1983 roku Gilberto zrealizowała wspólnie z Pedrinho Rodriguesem album, Geraldo Pereira, wydany przez wytwórnię Funarte. Jako solistka zadebiutowała trzy lata później minialbumem Bebel Gilberto.

### Lata 90. XX w.
W 1991 roku Gilberto powróciła do Nowego Jorku i zaczęła występować w klubach. Współpracowała z Davidem Byrne i Arto Lindsayem. W tym samym roku wzięła udział (razem z Gal Costą, Naná Vasconcelosem i Laurie Anderson) w koncercie zorganizowanym dla upamiętnienia Carmen Mirandy. Zaczęła uczestniczyć w realizacji nagrań będących połączeniem muzyki tanecznej z bossa novą. Wystąpiła jako wokalistka w hicie „Technova” japońskiego didzeja Towy Teiego, wydanym w 1995 roku jako maxi singel przez Elektra Records. W 1996 roku wraz z wieloletnim przyjacielem i współpracownikiem Cazuzą nagrała piosenkę „Preciso Dizer Que Te Amo”, która znalazła się na wydanej 15 października 1996 roku kompilacji Red Hot + Rio, dedykowanej Antôniowi Carlosowi Jobimowi, a wydanej w celu zwalczania AIDS na świecie. W 1998 roku pojawiła się jako wokalistka na singlu Thievery Corporation, „Só Com Você”. W tym samym roku wystąpiła w duecie z ojcem na koncercie w Carnegie Hall.

### XXI w.

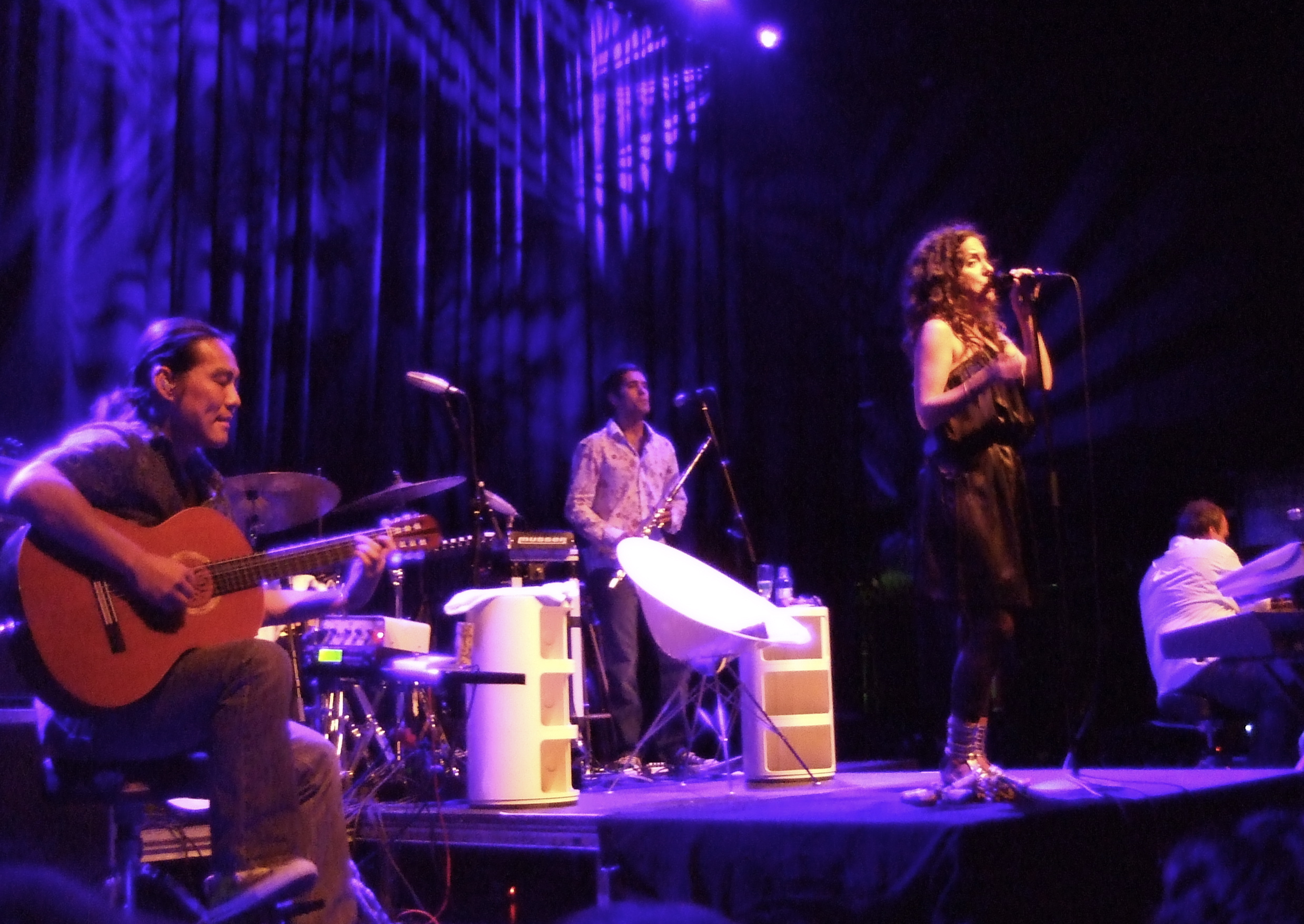
Bebel Gilberto podczas koncertu w Oslo (sierpień 2007)

W 2000 roku nagrała wspólnie z duetem Arling & Cameron singiel „Sem Contenção”, wydany w Belgii przez wytwórnię Ziriguiboom Records; Była współautorką i współproducentką tego nagrania. W tym samym roku wytwórnia Ziriguiboom wydała jej utrzymany w rytmie bossa novy i downtempo album Tanto Tempo. Był to jej pierwszy solowy album. Został nagrany w Rio de Janeiro i São Paulo, a masteringu dokonano w Brukseli, siedzibie Ziriguiboom, która koncentruje się na nowych tendencjach w muzyce brazylijskiej, a Gilberto uważa za jedną z ich przedstawicielek. Sama artystka określiła swoją muzykę jako „czyste brazylijskie korzenie z elementami z XXI wieku”. Muzyka z Tanto Tempo rozbrzmiewała na klubowych parkietach od Nowego Jorku po Tokio. Album został w 2001 roku nominowany do Latin Grammy Awards w kategoriach: Best New Artist oraz Best Música Popular Brasileira. Został sprzedany w ponad milionowym nakładzie (dane za rok 2004).
W 2009 roku wytwórnia Verve Records wydała album Gilberto All in One.
Aby nagrać swój pierwszy album na żywo (przewidziany początkowo jako DVD) artystka zdecydowała się pojechać do Rio de Janeiro. Na zaimprowizowanej scenie na skale Arpoador, z widokiem na plażę Ipanema dała swój darmowy pokaz dla niezbyt licznej, wyselekcjonowanej publiczności. Materiał muzyczny ukazał się ostatecznie na CD Bebel Gilberto In Rio, wydanej 14 maja 2013 roku. Wśród znajdujących się na nim 17 piosenek znalazł się na cover „Rio” zespołu Duran Duran z 1982 roku. Jedną z piosenek, „Samba e Amor”, artystka zaśpiewała w duecie z wujem, Chico Buarque.
Kolejny album studyjny Gilberto, Tudo, ukazał się w 2014 roku nakładem wytwórni Sony Music. Zadebiutował on na 1. miejscu listy World Albums chart tygodnika Billboard, na której spędził sześć tygodni. Tytułowa piosenka została nominowana w 2015 roku do Latin Grammy Awards w kategorii: Best Brazilian Song.
Pod koniec 2019 roku Gilberto ukończyła nagrywanie kolejnego albumu, Agora. Promujący go singiel „Deixa” ukazał się w marcu 2020 roku, natomiast album (jako CD i LP) – 21 sierpnia nakładem PIAS. Choć powstał w cieniu osobistych tragedii Gilberto, w tym po śmierci jej rodziców, jest dziełem dojrzałym i szczerym. Wyprodukowany przez Thomasa Bartletta, przynosi opartą na brazylijskich rytmach, zróżnicowaną muzykę, od funkowych i dysonansowych, radosnych piosenek do przejmujących i szczerych ballad. Wszystkie utwory artystka śpiewa po portugalsku.
19 czerwca 2023 roku Gilberto nowym utworem, „Adeus América”, udostępnionym na YouTube zapowiedziała wydanie swojego kolejnego albumu, João. Ma się on ukazać 25 sierpnia nakładem wytwórni PIAS Recordings. Zawarte na nim utwory pochodzą ze zbioru piosenek spopularyzowanych przez jej ojca, João (zm. 2019), któremu album został zadedykowany.

## Zainteresowania muzyczne i inspiracje
Mieszkając w Rio de Janeiro Gilberto poznała muzyków, którzy czołowymi przedstawicielami Tropicálii, ruchu artystycznego będącego artystyczną formą sprzeciwu wobec rządzącej wówczas Brazylią dyktatury. Należeli do niego: Caetano Veloso, Gilberto Gil i Gal Costa. Wszyscy oni traktowali jej ojca jako swego protagonistę. Do swoich lubionych albumów tego gatunku artystka zalicza Domingo, wspólną realizację Veloso i Costy z 1967 roku. Kolejnym ugrupowaniem artystycznym, które wzbudziło jej zainteresowanie, byli Novos Baianos z Bahii i ich liderka, Baby Consuelo. Z jej dorobku Giberto ceni album Acabou chorare. Kolejna postać, pozostająca w kręgu zainteresowań Gilberto, to Carmen Miranda, pierwsza brazylijska artystka, która stała się międzynarodową gwiazdą. Ceni również dokonania zespołu Sade, a zwłaszcza jego album Promise, pod wpływem którego sama zaczęła pisać muzykę. Za postać inspirującą uważa też Björk, którą podziwia za jej odwagę artystyczną.
Jako swojego ulubionego kompozytora Gilberto wymienia George’a Gershwina, ceniąc szczególnie jego muzykę do filmu Manhattan.

## Nagrody i nominacje
Była 4 razy nominowana do nagrody Grammy:
- 2004 – w kategorii: Best Contemporary World Music Album (album Bebel Gilberto),
- 2007 – w kategorii: Best Contemporary World Music Album (album Momento),
- 2010 – w kategorii: Best Contemporary World Music Album (album All In One),
- 2020 – w kategorii: Best Global Music Album (album Agora)[16].

## Dyskografia
Lista według Discogs:
- Geraldo Pereira (1984, z Pedrinho Rodriguesem)
- Bebel Gilberto (1986)
- De Tarde, Vendo O Mar (1991, z Luizão Maia i Banzai)
- Tanto Tempo (2000)
- Tanto Tempo Remixes (2001)
- Bebel Gilberto (2004)
- Remixes (2004)
- Bebel Gilberto Remixed (2005)
- Momento (2007)
- All In One (2009)
- In Rio (2013)
- Tudo (2014)
- Live at The Belly Up (2017)
- Agora (2020)